# Kedarnath-Tempel

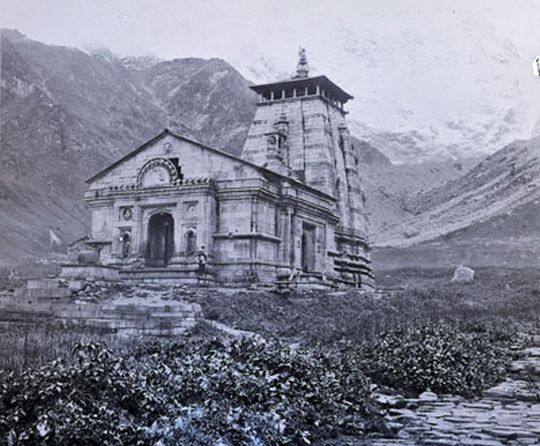
Kedarnath-Tempel um 1880

Der Kedarnath-Tempel (Hindi: केदारनाथ मंदिर, Kēdārnāth Mandir) ist ein bedeutendes Heiligtum des Hinduismus im indischen Bundesstaat Uttarakhand. Es gehört zu den zwölf Jyotirlingas und ist damit einer der wichtigsten Shiva-Tempel Indiens; Shiva wird hier als Kedarnath („Herr des Landes Kedar“) verehrt. Weiter ist hier eine von vier Stätten des Chota-Char-Dham-Pilgerweges.

## Lage
Der Tempel liegt im Ort Kedarnath etwa 50 km Luftlinie von der Grenze zu China bzw. Tibet entfernt. Der Ort liegt in einem Hochtal, das vom Fluss Mandakini, einem Zufluss des Ganges, durchflossen wird. Das Tal liegt auf der Südseite des Himalaya-Gebirges in einer Höhe von ca. 3580 m ü. d. M. im Süden des Gangotri-Nationalparks.

## Mythos
Der Entstehungsmythos des Kedarnath-Tempels geht auf die fünf Pandava-Brüder zurück, Helden des Epos Mahabharata. Sie sollen an der Stelle des heutigen Tempels einen Vorgängerbau errichtet haben. Sie seien nach dem großen Krieg von Kurukshetra als alte Männer nach Kedarnath gekommen, um für ihre Taten vor Shiva Buße zu tun. Der Gott verbarg sich jedoch, er hatte die Form eines Büffels angenommen. Bhima, der stärkste der Pandava-Brüder, verfolgte ihn und zog an seinem Schwanz. Der Büffelbulle zerfiel daraufhin in mehrere Teile. Nur der hintere Teil seines Körpers war als kleiner Hügel erkennbar. An dieser Stelle tauchte schließlich ein Jyotirlingam auf, ein „Lingam von Licht“, aus dem heraus Shiva erschien. Er versprach seine Hilfe jedem, der ihn hier in dieser Form verehren würde. So hatten die Pandavas ihr Ziel erreicht und wurden frei von ihren Untaten.

## Der Tempel
Der Überlieferung nach wurde der Tempelbau vor mehr als 1000 Jahren von einem der größten hinduistischen Philosophen und Heiligen, Shankara, genannt Adi Shankaracharya, gebaut. Hier hat er die letzten Jahre seines Lebens verbracht, und viele Hindus gehen davon aus, dass sich sein Grab direkt hinter dem Gebäude befindet. Das Bauwerk besteht aus großen, gleichmäßig behauenen, grauen Steinplatten. Das genaue Alter des Sanktums (garbhagriha) ist unbekannt, doch entstammt die Vorhalle (mandapa) mit ihrer alpin anmutenden Giebelfassade und ihrem Satteldach erst dem 18. Jahrhundert; auch der eher schmucklose Shikhara-Turm dürfte in dieser Zeit entstanden bzw. rekonstruiert worden sein. Die Innenwände sind mit verschiedenen Gottheiten und mit Szenen aus der hinduistischen Mythologie verziert. Daneben finden sich Statuen der Pandava-Brüder und auch Draupadi wird angeblich gezeigt. Im Zentrum der Cella (garbhagriha) steht ein Shiva-Lingam. Vor dem Tempel befindet sich unter freiem Himmel eine große Statue des Nandi–Bullen, dem „Reittier“ (vahana) Shivas.

## Umgebung
Die anderen Körperteile des Shiva-Bullen manifestierten sich an vier verschiedenen Orten des Himalaya, sie sind als „Panch Kedar-Tempel“ bekannt und werden mit den nahegelegenen Tempeln von Madhyamaheshwar, Tunganath, Kalpeshwar und Rudranath identifiziert, die in architektonischer Hinsicht meist ähnlich gestaltet sind.

## Flutkatastrophe 2013

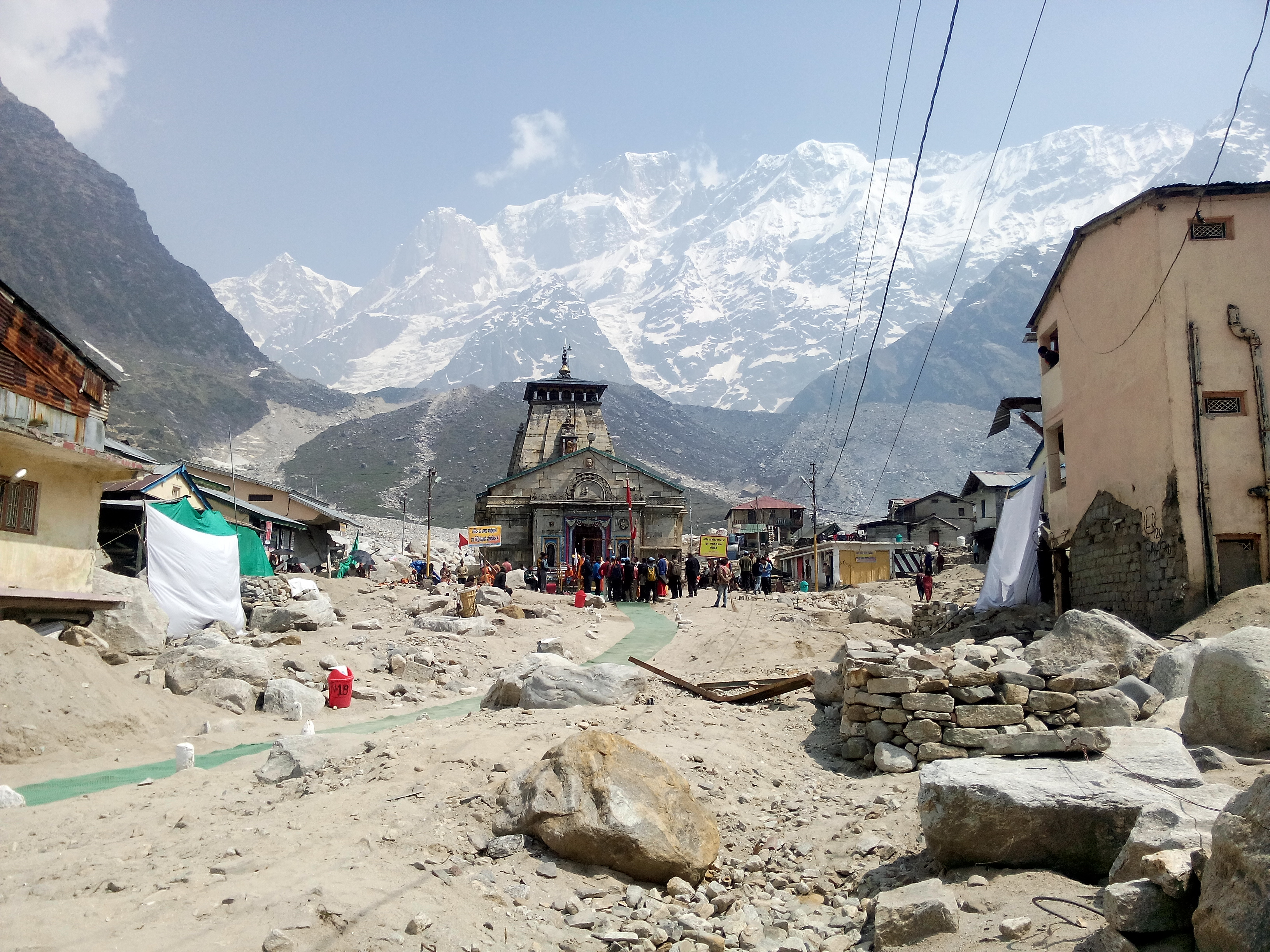
Kendernath-Tempel nach der Flutkatastrophe 2013

Nach starken Regenfällen kam es am 16./17. Juni 2013 zum Abgang mehrerer Schlamm- und Gerölllawinen, welche auch den Kedarnath-Tempel einschlossen, der selbst jedoch weitgehend unversehrt blieb. Der größte Teil der Ortschaft wurde durch die Lawinen zerstört. Der Tempel blieb wahrscheinlich deswegen davor verschont, weil ein großer Felsbrocken kurz vor dem Tempel zum Stillstand kam und die nachfolgende Schlamm- und Geröllflut an beiden Seiten des Tempels vorbeileitete.